# 1980年冬季残疾人奥林匹克运动会芬兰代表团
1980年冬季残疾人奥林匹克运动会芬兰代表团是芬兰派出的1980年冬季残疾人奥林匹克运动会代表团。获得16枚金牌、7枚银牌和12枚铜牌。